# شما خواب نیکول هستید
شما خواب نیکول هستید (انگلیسی: You're Sleeping Nicole) فیلمی در ژانر کمدی-درام به کارگردانی استفان لافلور است که در سال ۲۰۱۴ منتشر شد.